# 勧修寺晴右
勧修寺 晴右（かじゅうじ はるみぎ / はれみぎ）は、戦国時代から安土桃山時代の公卿。
内大臣・勧修寺尹豊の子。室町幕府の第12代将軍・足利義晴から偏諱を賜り、晴秀（はるひで / はれひで）と名乗る。のち、晴右に改名。号は松国。

## 生涯
大永3年（1523年）、勧修寺尹豊の子として誕生。
天文19年（1550年）11月26日、参議・右大弁となる。
天分22年（1553年）2月23日、晴秀は山科言継らとともに東山霊山城に赴き、将軍・足利義輝と面会する。
天文24年（1555年）2月16日、権中納言となる。
永禄8年（1565年）5月9日、晴秀のもとに三好義継が訪れ、太刀を贈られた。
永禄10年（1567年）10月22日、晴秀は足利義栄の配下・畠山維広に樽代を、畠山伊豆守に太刀を贈った。25日、維広が晴秀のもとに礼に訪れた。
11月17日、晴秀のもとに伊勢貞助が訪れ、義栄の将軍宣下について話し合われた。
12月25日、晴秀は摂津富田に赴き、 
26日に義栄と対面し、27日に帰京した。
永禄11年（1568年）、名を晴秀から晴右に改名する。
2月3日、晴右は畠山維広や水無瀬親氏と義栄の将軍宣下について話し合い、8日に義栄が朝廷から将軍に任じられた。
10月、義栄が阿波に退去し、織田信長の支援を受けた足利義昭が新将軍になった。そのため、義栄派の公家は朝廷を追われ、武家伝奏を務めていた晴右は蟄居を命じられた。
永禄13年（1570年）3月10日、晴右は山科言継、甘露寺経元、庭田重通、中山孝親、日野輝資ら公家・僧侶らともに、信長のもとに礼に訪れた。
同月、晴右は関白・二条晴良と加賀の公家領・井家荘の領有をめぐって争い、義昭のもとに調停が依頼された。すると、義昭は晴良を越前に亡命していた時より自身に従っていたことを理由に勝訴とした一方で、晴右を義栄に参仕したという理由で敗訴とした。なお、正親町天皇が晴右に荘園を安堵する裁決を下していたにもかかわらず、義昭はその勅命を無視して、晴良に安堵する形をとった（『言継卿記』、『晴右公記』永禄13年3月20日条）。
天正元年（1573年）12月25日、権大納言となる。
天正2年（1574年）、正二位となる。
天正4年（1576年）5月9日、晴右や甘露寺経元、中山孝親、冷泉為純は、村井貞勝と石山本願寺との戦闘について話し合い、貞勝から勅使の派遣を求められ、これに応じた。その後、5月11日に晴右の嫡子・晴豊と甘露寺経元が勅使として、信長のもとに赴いた。
6月、南都伝奏を務めた晴右は興福寺別当の人事に介入したことで、信長の怒りを買い、23日には中山孝親、甘露寺経元、庭田重保と共に蟄居を命じられる（天正4年興福寺別当相論）。だが、8月6日に晴右らは赦免された。
12月、出家し、松国と号する。
天正5年（1577年）1月1日、晴右は死去した。享年55。
天正14年（1586年）12月、内大臣を追贈される。
慶長4年（1599年）12月13日、左大臣を追贈される。

## 人物
晴右は武家伝奏を務め、足利将軍家や三好氏、織田信長らと交流があった。また、晴右の記した日記は『晴右公記』（晴右記）などと呼ばれ、京都大学が所蔵し、『続史料大成』に収められている。

## 系譜
- 父：勧修寺尹豊（1503-1594）
- 母：伊勢貞遠の娘
- 正室：粟屋元子 - 粟屋元隆の娘
  - 男子：勧修寺晴豊（1544-1603）
  - 女子：勧修寺晴子（1553-1620） - 誠仁親王妃
  - 男子：万里小路充房（1562-1626） - 万里小路輔房の養子
- 生母不明の子女
  - 男子：日袖 - 立本寺住持
  - 女子：正親町三条公仲室